# Kuban Airlines
Kuban Airlines of Avialinii Koebani (Russisch: Авиационные линии Кубани) was een Russische luchtvaartmaatschappij met haar thuisbasis in Krasnodar.
Vanuit Krasnodar werden passagiers-,vracht- en chartervluchten uitgevoerd binnen en buiten Rusland.
Kuban Airlines is in 1993 ontstaan als Krasnodar Avia of Krasnodar Air Enterprise vanuit Aeroflots Krasnodar-divisie.
Bij de privatisering in 2004 werd de naam gewijzigd in Kuban Airlines of Avialinii Koebani. Op 11 december 2012 stopte de maatschappij wegens gebrek aan financiële middelen met alle vluchten.

## Vloot
De vloot van Kuban Airlines bestond in juli 2007 uit:
- 6 Jakovlev Jak-42
- 5 Jakovlev Jak-42D